# Hospital de San Feliz (Astorga)
San Feliz fue una institución en Astorga, con dos hospitales para peregrinos cuya cofradía se fundó en el siglo XI sin que se tenga constancia del año. Dejó de existir a finales del siglo XVI o principios del XVII, aunque antes de finalizar el siglo XIV se había fusionado con el de Rocamador. Entre sus miembros cofrades hubo algunos obispos entre los que figura Osmundo cuyo mandato fue de 1082 a 1096.
La cofradía tuvo su sede en la antigua iglesia de San Fiz que estaba en el arrabal Puerta del Rey. De ella dependían dos edificios que eran hospitales propios, uno situado en la plazuela que se llamaba de la Laguna (más tarde se llamó del Villar) y otro cerca del convento de San Francisco donde se admitían enfermos necesitados de cirugía.